# Перст указующий
«Перст указующий» (англ. An Instance of the Fingerpost) — роман Йена Пирса, изданный в 1997 году.
Роман состоит из четырёх повествований об одних и тех же событиях, но от лица четырёх различных участников. Книга относится к эпистолярному жанру: каждая часть представляет собой письменные воспоминания рассказчика. Действие происходит в 1663 году в Оксфорде, вскоре после реставрации монархии, завершившей Английскую революцию.
Большинство персонажей романа являются реальными историческими фигурами, в том числе и двое из рассказчиков:  математик Джон Уоллис и историк Антони Вуд. Другие действующие лица — учёные Роберт Бойль и Ричард Лоуэр, философ Джон Локк, будущий епископ Томас Кен, шпион Джон Турлоу, изобретатель Сэмюэль Морленд. Сюжет первоначально концентрируется вокруг убийства Роберта Грова, но позже включает в себя заговоры Джона Мордаунта и Уильяма Комптона и политические дела Генри Беннета и лорда Кларендона. Кроме того, даже персонажи, являющиеся вымышленными, основаны на реальных людях. Так, история Сары Бланди включает в себя события, произошедшие с Анной Грин, а поступки отца Джека Престкотта повторяют таковые Ричарда Уиллиса.